# Miss Venezuela 1992
El Miss Venezuela 1992 fue la trigésima novena (39.ª) edición del certamen Miss Venezuela. Se llevó a cabo en Caracas el miércoles 9 de septiembre de 1992. La ganadora fue Milka Chulina de Aragua, que fue coronada por la reina saliente Carolina Izsak de Amazonas. 30 chicas compitieron por la corona, todo un récord para la época, que solo se repetiría en 1998 y se superaría en la edición interactiva de 2003, con 32 concursantes.
Fue la primera edición del concurso realizada en septiembre, ya que hasta la edición anterior solía hacerse en el mes de mayo. Desde entonces este concurso siempre se realiza entre septiembre y octubre.

## Desarrollo
La edición del Miss Venezuela correspondiente a 1992 tuvo (hasta 2003) el récord de haber contado con el grupo de candidatas más numeroso: 30. Ellas se instalan el miércoles 9 de septiembre en el Poliedro de Caracas para darle cuerpo al espectáculo conducido por el dúo Correa-Palacios. Kiara es la protagonista del opening. Celia Cruz y Oscar D’León se unen en una puesta con mucho guaguancó. Y Floria Márquez, Ricardo Montaner e Isabel Pantoja completan la parte musical del espectáculo. El jurado le otorga el triunfo a Miss Aragua, Milka Chulina, quien participa junto a Natalia Streignard (Miranda), Michelle Badillo (Mérida), Gabriela Spanic (Guárico) y Scarlet Ortiz (Sucre).

## Ganadoras

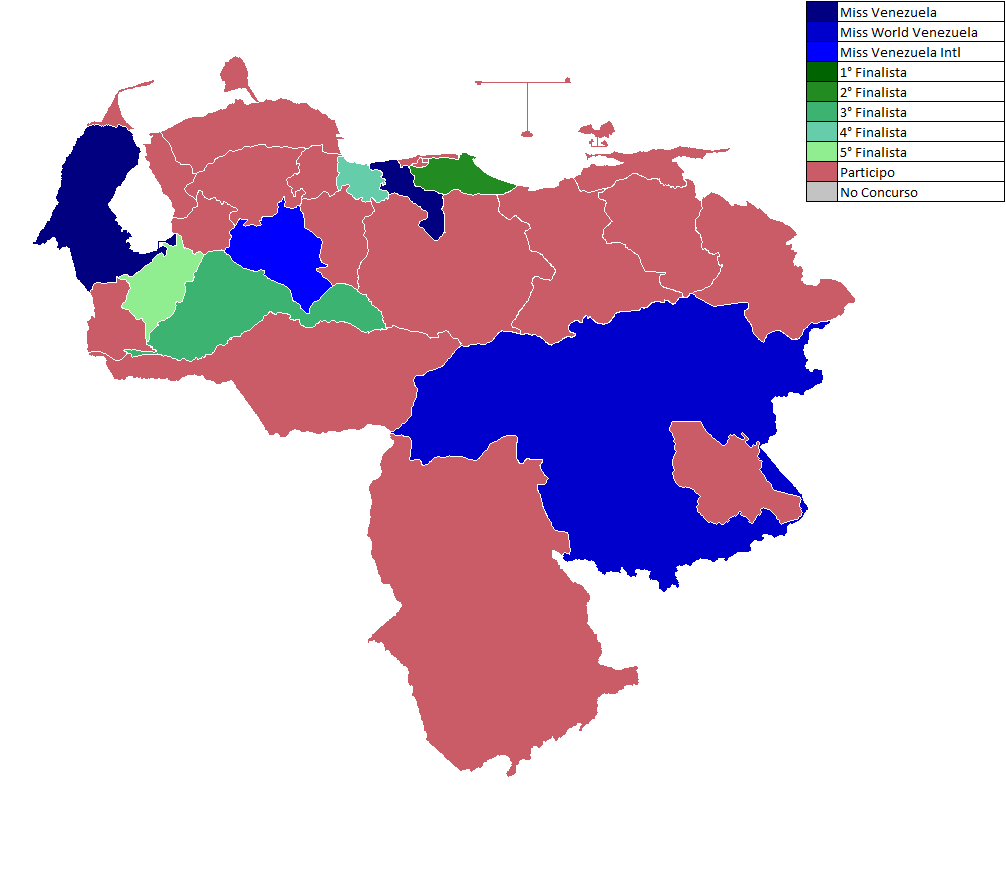
Miss Venezuela 1992

| Resultado Final          | Candidata                              |
| ------------------------ | -------------------------------------- |
| Miss Venezuela 1992      | - Aragua - Milka Chulina               |
| Miss World Venezuela     | - Bolívar - Francis Gago               |
| Miss Vzla. Internacional | - Portuguesa - María Eugenia Rodríguez |
| 1.ª Finalista            | - Zulia - Nelitza León                 |
| 2.ª Finalista            | - Miranda - Natalia Streignard         |
| 3.ª Finalista            | - Barinas - Vanessa Mittermayer        |
| 4.ª Finalista            | - Carabobo - Laura Gaerste             |
| 5.ª Finalista            | - Mérida - Michelle Badillo            |

### Premios Especiales
| Premio                                                                      | Candidata Ganadora                  |
| --------------------------------------------------------------------------- | ----------------------------------- |
| Miss Elegancia                                                              | Miss Delta Amacuro - Pilar Martínez |
| Miss Fotogénica (electa por el Círculo de Reporteros Gráficos de Venezuela) | Miss Aragua - Milka Chulina         |
| Miss Amistad                                                                | Miss Amazonas - Delia Hernández     |
| La sonrisa más linda                                                        | Miss Bolívar - Francis Gago         |
| Ojos Más Lindos                                                             | Miss Zulia - Nelitza León           |

## Candidatas
Las candidatas al Miss Venezuela 1992 fueron:
| - Miss Amazonas - Delia Esperanza Hernández Bolívar - Miss Anzoátegui - Dayana Coromoto Maltese González - Miss Apure - Michelle Rivers Peñaloza - Miss Aragua - Milka Yelisava Chulina Urbanich - Miss Barinas - Vanessa Beatriz Mittermayer Varguillas - Miss Bolívar - Francis Del Valle Gago Aponte - Miss Canaima - Tibisay Carolina Navarro Colmenares - Miss Carabobo - Laura María Gaerste Chaparro - Miss Cojedes - Mariana López Attanasi - Miss Costa Oriental - Marián Cassandra Urdaneta Villalobos - Miss Delta Amacuro - Pilar Martínez Caicedo - Miss Dependencias Federales - Grisel Massó Cásares - Miss Distrito Federal - María Cristina Álvarez Gutiérrez - Miss Falcón - María Alexandra Gámez García - Miss Guárico - Gabriela Elena Spanic Utrera | - Miss Lara - María Fernanda Briceño - Miss Mérida - Michelle Coromoto Badillo Páez - Miss Miranda - Natalia Martínez Streignard-Negri - Miss Monagas - Pierangela Marinucci Feliciani - Miss Municipio Libertador - María Daniela Medina - Miss Municipio Vargas - Jezebel Shirley Rabbe Ramírez - Miss Nueva Esparta - Zulime Yelitza Regnault González - Miss Península Goajira - María Luisa Fernández Parra - Miss Península de Paraguaná - Liliana Karina Cedeño Rosas - Miss Portuguesa - María Eugenia Rodríguez Noguera - Miss Sucre - Hevis Scarlet Ortiz Pacheco - Miss Táchira - Andrea Codriansky Strange - Miss Trujillo - Luz Marina Belandria - Miss Yaracuy - Adriana González Pérez - Miss Zulia - Nelitza Rosa León Ramos |

## Participación en concursos internacionales
- Michelle Rivers (Apure) fue Reina Internacional del Carnaval de Barranquilla 1993.

- Milka Chulina (Aragua) fue 2° finalista del Miss Universo 1993 en la Ciudad de México,  obteniendo en ese mismo concurso el premio de Mejor Cabello Palmolive. Más tarde, ganó el Miss Caribbean World 1993 y fue semifinalista del Miss Internacional 1994 .

- Francis Gago (Bolívar) fue 2° finalista del Miss World 1992 y anteriormente ganó el Reina Sudamericana 1992 .

- Laura Gaerste (Carabobo) fue finalista en el Miss América Latina 1992 y 1.ª princesa en el Miss Hispanidad Internacional 1993.

- Michelle Badillo (Mérida) fue Reina de la Costa Internacional 1993.

- Natalia Streignard (Miranda) fue 1° finalista del Miss Turismo Internacional en Ibiza, España, mismo lugar que alcanzó después en el Top Model of the World .

- María Eugenia Rodríguez (Portuguesa) fue semifinalista en el Miss Internacional 1992

- Marian Casandra Urdaneta (Costa oriental) compitió en el Reinado del Carnaval de Barranquilla 1993, quedando en primer lugar, mismo en el que fue electa Michelle Rivers de Apure.

## Post-Concurso
- Milka Chulina (Aragua) fue conductora de Súper sábado sensacional junto a Gilberto Correa hasta 1996. Luego condujo el programa Aquí contigo en RCTV en 1999. Participó en varias marchas y manifestaciones de la oposición contra el gobierno de Hugo Chávez entre 2002 y 2003. Actualmente está retirada de la vida pública y tiene su propia empresa, Origami Films, la cual es sede de Universal Music en Venezuela.

- Gabriela Spanic (Guárico) Protagonizó varias telenovelas en Venezuela y en 1998 emigró a México donde desarrolló fama internacional como actriz hasta la actualidad.

- Michelle Badillo (Mérida) es conocida como locutora y animadora de televisión. También es couch de Nutrition School y reside en Estados Unidos.

- Natalia Streignard (Miranda) protagonizó varias telenovelas en Venezuela y en 1998 emigró a Estados Unidos donde desarrolló fama internacional. Desde 2009 está retirada del medio del espectáculo, dedicándose a su familia.

- Scarlet Ortiz (Sucre) tuvo sus inicios en la televisión conduciendo la versión venezolana del programa Nubeluz. Posteriormente se consagró a escala nacional e internacional como actriz de telenovelas.

- María Eugenia Rodríguez (Portuguesa) se convirtió en una reconocida modelo internacional de pasarela y publicidad. Durante sus 12 años de carrera trabajó en Europa para casas y diseñadores como Elie Saab, Krizzia, Ferre, Nicole Farhi, French Connection y Scada, entre otros.

- Desideria D'Caro, quien portaba la banda de (Municipio Libertador) se retiró días antes y más tarde se convirtió en una actriz y modelo famosa en Venezuela.